# Campionati europei di ciclismo su strada 2013 - Gara in linea femminile Under-23
La gara in linea femminile Under-23 dei Campionati europei di ciclismo su strada 2013 è stata corsa il 20 luglio 2013 nella Repubblica Ceca, nei dintorni di Olomouc, su un percorso totale di 126 km. La medaglia d'oro è stata vinta dall'italiana Susanna Zorzi con il tempo di 3h47'01" alla media di 33,3 km/h, l'argento all'altra italiana Francesca Cauz e a completare il podio l'ucraina Hanna Solovej.
Partenza con 78 cicliste, delle quali 49 completarono la gara.

## Squadre partecipanti
| N.    | Cod. | Squadra         |
| ----- | ---- | --------------- |
| 1     | AUT  | Austria         |
| 4-9   | BEL  | Belgio          |
| 10    | CRO  | Croazia         |
| 11    | CYP  | Cipro           |
| 12-13 | CZE  | Repubblica Ceca |
| 16    | DEN  | Danimarca       |
| 17    | EST  | Estonia         |
| 18-23 | FRA  | Francia         |
| 24-30 | GER  | Germania        |
| 31-38 | ITA  | Italia          |
| 40-45 | LTU  | Lituania        |

| N.    | Cod. | Squadra     |
| ----- | ---- | ----------- |
| 46-53 | NLD  | Paesi Bassi |
| 54-56 | NOR  | Norvegia    |
| 57-64 | POL  | Polonia     |
| 65-72 | RUS  | Russia      |
| 74    | SVN  | Slovenia    |
| 76-78 | ESP  | Spagna      |
| 84-85 | SWE  | Svezia      |
| 86-90 | SUI  | Svizzera    |
| 91-94 | UKR  | Ukraina     |
| 95    | TUR  | Turchia     |

## Ordine d'arrivo (Top 10)
| Pos. | Corridore            | Squadra     | Tempo    |
| ---- | -------------------- | ----------- | -------- |
| 1    | Susanna Zorzi        | Italia      | 3h47'01" |
| 2    | Francesca Cauz       | Italia      | a 1'00"  |
| 3    | Hanna Solovej        | Ucraina     | a 1'05"  |
| 4    | Rossella Ratto       | Italia      | s.t.     |
| 5    | Katarzyna Niewiadoma | Polonia     | s.t.     |
| 6    | Thalita de Jong      | Paesi Bassi | s.t.     |
| 7    | Miriam Bjørnsrud     | Norvegia    | s.t.     |
| 8    | Dalia Muccioli       | Italia      | s.t.     |
| 9    | Aude Biannic         | Francia     | s.t.     |
| 10   | Kaat Hannes          | Belgio      | a 1'09"  |